# Hysterocrates laticeps
Hysterocrates laticeps é uma espécie de aranha pertencente à família Theraphosidae (tarântulas).